# Ніколас Фігаль
Хорхе Ніколас Фігаль (ісп. Jorge Nicolás Figal; нар. 3 квітня 1994, Америка, Буенос-Айрес) — аргентинський футболіст, захисник клубу «Бока Хуніорс».

## Біографія
Вихованець клубу «Індепендьєнте». 4 травня 2014 року в матчі проти «Хімнасії Хухуй» він дебютував у Прімері B. За підсумками сезону Ніколас допоміг клубу вийти до еліти. 10 серпня 2014 року в матчі проти «Атлетіко Рафаела» він дебютував в аргентинській Прімері.
На початку 2016 року для отримання ігрової практики Фігаль на правах оренди перейшов до «Олімпо». 6 лютого в матчі проти «Альдосіві» він дебютував за нову команду. 2 квітня у поєдинку проти «Росаріо Сентраль» Ніколас забив свій перший гол за «Олімпо».
Влітку того ж року Фігаль повернувся до «Індпендієнте». 24 квітня 2017 року в матчі проти «Арсеналу» із Саранді він забив свій перший гол за клуб.
У вересні 2017 року допінг-проба показала наявність в організмі Фігаля наркотичних засобів, через що він був дискваліфікований до початку 2018 року.
30 січня 2020 року Фігаль перейшов у американський «Інтер Маямі», новачок ліги MLS. 1 березня він зіграв у матчі стартового туру сезону 2020 проти «Лос-Анджелеса», що став для «Інтера» дебютом в Major League Soccer. 30 жовтня 2021 року в матчі проти «Нью-Йорк Сіті» він забив свій перший гол за клуб.
24 січня 2022 року Фігаль перейшов у «Боку Хуніорс».

## Досягнення
- Володар Південноамериканського кубка (1): 2017
- Володар Кубка банку Суруга (1): 2018
- Чемпіонат Аргентини: 2022
- Володар Кубка Професіональної ліги Аргентини: 2022
- Володар Суперкубка Аргентини: 2022